# FIRA-Turnier 1997/98
Das FIRA-Turnier 1998/99 war ein von der Fédération Internationale de Rugby Amateur (FIRA) veranstaltes Turnier für europäische Rugby-Union-Nationalmannschaften. Es handelte sich um einen Ersatz für die vorübergehend nicht mehr ausgetragene Europameisterschaft. Teilnehmer waren ausschließlich Nationalmannschaften unterer Stärkeklassen, weil die besten 15 sich an der Qualifikation zur Weltmeisterschaft 1999 beteiligten.
Zwölf Mannschaften wurden in vier Gruppen namens „Silver“, „Bronze“ und „Bowl“ eingeteilt und spielten je einmal gegen die übrigen Mannschaften ihrer Gruppe.

## Gruppe „Silver“
|    | Land        | Spiele | Siege | Unent. | Ndlg. | Spiel- punkte | Diff. | Tabellen- punkte |
| -- | ----------- | ------ | ----- | ------ | ----- | ------------- | ----- | ---------------- |
| 1. | Lettland    | 4      | 3     | 0      | 1     | 54:43         | + 11  | 10               |
| 2. | Litauen     | 4      | 3     | 0      | 1     | 51:88         | − 37  | 10               |
| 3. | Schweiz     | 4      | 2     | 0      | 2     | 102:64        | + 38  | 8                |
| 4. | Jugoslawien | 4      | 2     | 0      | 2     | 87:38         | + 49  | 7                |
| 5. | Israel      | 4      | 0     | 0      | 4     | 9:70          | − 61  | 2                |

| 25. Oktober 1997 | Litauen | 25 : 23 | Lettland | Zentralstadion, Kaunas |
| 25. Oktober 1997 |         |         |          | Zentralstadion, Kaunas |

| 8. November 1997 | Schweiz | 29 : 13 | Jugoslawien | Centre sportif de Colovray, Nyon |
| 8. November 1997 |         |         |             | Centre sportif de Colovray, Nyon |

| 28. März 1998 | Israel | 3 : 34 | Schweiz | Wingate Institute, Netanja |
| 28. März 1998 |        |        |         | Wingate Institute, Netanja |

| 25. April 1998 | Jugoslawien | 30 : 6 | Israel | Royal Belgrade Rugby Club, Belgrad |
| 25. April 1998 |             |        |        | Royal Belgrade Rugby Club, Belgrad |

| 10. April 1998 | Schweiz | 21 : 23 | Litauen | Sportanlage St. Jakob, Basel |
| 10. April 1998 |         |         |         | Sportanlage St. Jakob, Basel |

| 9. Mai 1998 | Lettland | 25 : 19 | Schweiz | Latvijas Universitātes stadions, Riga |
| 9. Mai 1998 |          |         |         | Latvijas Universitātes stadions, Riga |

| 20. Mai 1998 | Jugoslawien | 44 : 0 | Litauen | Bilino Polje, Zenica |
| 20. Mai 1998 |             |        |         | Bilino Polje, Zenica |

| 1998 | Lettland  | 3 : 0 | Israel |  |
| 1998 | (forfait) |       |        |  |

| 1998 | Lettland  | 3 : 0 | Jugoslawien |  |
| 1998 | (forfait) |       |             |  |

| 1998 | Litauen   | 3 : 0 | Israel |  |
| 1998 | (forfait) |       |        |  |

## Gruppe „Bronze“
|    | Land                    | Spiele | Siege | Unent. | Ndlg. | Spiel- punkte | Diff. | Tabellen- punkte |
| -- | ----------------------- | ------ | ----- | ------ | ----- | ------------- | ----- | ---------------- |
| 1. | Luxemburg               | 3      | 3     | 0      | 0     | 79:23         | + 56  | 9                |
| 2. | Bosnien und Herzegowina | 3      | 2     | 0      | 1     | 49:43         | + 6   | 7                |
| 3. | Monaco                  | 3      | 1     | 0      | 2     | 49:56         | − 7   | 5                |
| 4. | Bulgarien               | 3      | 0     | 0      | 3     | 27:85         | − 55  | 3                |

| 18. Oktober 1997 | Bulgarien | 6 : 39 | Luxemburg | Nationale Sportakademie „Wassil Lewski“, Sofia |
| 18. Oktober 1997 |           |        |           | Nationale Sportakademie „Wassil Lewski“, Sofia |

| 15. November 1997 | Monaco | 16 : 22 | Bosnien und Herzegowina | Stade Louis II, Fontvieille |
| 15. November 1997 |        |         |                         | Stade Louis II, Fontvieille |

| 28. März 1998 | Luxemburg | 22 : 5 | Bosnien und Herzegowina | Josy-Barthel-Stadion, Luxemburg |
| 28. März 1998 |           |        |                         | Josy-Barthel-Stadion, Luxemburg |

| 18. April 1998 | Luxemburg | 18 : 12 | Monaco | Josy-Barthel-Stadion, Luxemburg |
| 18. April 1998 |           |         |        | Josy-Barthel-Stadion, Luxemburg |

| 9. Mai 1998 | Monaco | 21 : 16 | Bulgarien | Stade Louis II, Fontvieille |
| 9. Mai 1998 |        |         |           | Stade Louis II, Fontvieille |

| 13. Mai 1998 | Bosnien und Herzegowina | 22 : 5 | Bulgarien | Bilino Polje, Zenica |
| 13. Mai 1998 |                         |        |           | Bilino Polje, Zenica |

## Gruppe „Bowl“
|    | Land       | Spiele | Siege | Unent. | Ndlg. | Spiel- punkte | Diff. | Tabellen- punkte |
| -- | ---------- | ------ | ----- | ------ | ----- | ------------- | ----- | ---------------- |
| 1. | Österreich | 2      | 2     | 0      | 0     | 74:15         | + 59  | 6                |
| 2. | Slowenien  | 2      | 1     | 0      | 1     | 41:50         | − 9   | 4                |
| 3. | Ungarn     | 2      | 0     | 0      | 2     | 12:62         | − 50  | 2                |

| 18. April 1998 | Slowenien | 38 : 0 | Ungarn | Stadion Oval, Ljubljana |
| 18. April 1998 |           |        |        | Stadion Oval, Ljubljana |

| 23. Mai 1998 | Ungarn | 12 : 24 | Österreich | Budapest |
| 23. Mai 1998 |        |         |            | Budapest |

| 6. Juni 1998 | Österreich | 50 : 3 | Slowenien | Wien |
| 6. Juni 1998 |            |        |           | Wien |